# Psoloessa microptera
Psoloessa microptera är en insektsart som beskrevs av Otte, D. 1979. Psoloessa microptera ingår i släktet Psoloessa och familjen gräshoppor. Inga underarter finns listade i Catalogue of Life.